# Behdad Salimikordasiabi
Behdad Salimikordasiabi (* 8. Dezember 1989 in Qaem-Schahr) ist ein iranischer Gewichtheber.

## Karriere
Behdad Salimikordasiabis erster internationaler Start war bei der Juniorenweltmeisterschaft 2008, wo er mit einem Körpergewicht von 151,46 kg 406 kg (186/220 kg) erzielte und damit den dritten Platz hinter Ewgeni Pisarew, Russland, 426 kg und Ruben Aleksanjan, Armenien, 412 kg, belegte.
2009 gewann er bei der Asienmeisterschaft mit einer Leistung von 421 kg (190–231) sowie bei der Junioren-WM in Bukarest mit 423 kg (195–228).
Ein Jahr später nahm Behdad Salimikordasiabi in Antalya an seinen ersten Seniorenweltmeisterschaften teil. Im Reißen unterlag er mit 208 kg Jewgeni Tschigischew, aus Russland, der 210 kg erreichte, nachdem er im letzten Versuch an 211 kg scheiterte. Da sich Tschigischew im ersten Stoßversuch verletzte, war Salimikordasiabi nach seinem gültigen Anfangsversuch von 241 kg mit 449 kg im Zweikampf dem restlichen Feld schon davongezogen. Lediglich im Stoßen gelang es Matthias Steiner, Deutschland, mit 246 kg den Iraner, der im zweiten Versuch 245 kg hob, zu schlagen, da dieser im letzten Versuch an 247 kg scheiterte.
Im gleichen Jahr startete Behdad Salimikordasiabi auch bei den Asienspielen in Guanguhou, wo er mit 440 kg (205–235) vor Jeon Sang-guen aus Südkorea, 428 kg und seinem Landsmann Sajjad Anoushiravani Hamlabad, 427 kg, in überlegener Manier siegte.
Im November 2011 überbot Behdad Salimikordasiabi bei der Weltmeisterschaft in Paris mit 214 kg im Reißen den bestehenden Weltrekord von Hossein Rezazadeh um ein Kilogramm. Im Stoßen bewältigte er 245 kg und erzielte damit im Zweikampf 459,0 kg (214–245).
Bei den Olympischen Spielen 2012 in London errang er mit insgesamt 455 kg (208–247) die Goldmedaille.
Bei der Weltmeisterschaft 2013 wurde er wegen Differenzen mit dem iranischen Gewichtheber-Verband nicht eingesetzt.
Nach Beilegung dieser Differenzen konnte Behdad Salimikordasiabi 2014 wieder an den Start gehen. Er erzielte dabei im Rahmen der Iranischen Gewichtheber-Liga im Zweikampf 464 kg (210–254) und lag damit schon wieder bei der Leistungsstärke der Jahre 2011 und 2012. Im September 2014 wurde er in Incheon/Südkorea Sieger bei den Asienspielen. Seine Leistung betrug dort 465 kg (210–255). Er wog bei dieser Veranstaltung 170,87 kg und verwies Ai Yunan, China, 425 kg (190–235) und Chen Shi-chien, Taipeh, 424 kg (191-133) klar auf die Plätze. Bei der Weltmeisterschaft 2014 in Almaty traf er auf Ruslan Albegow aus Russland, der den Titel 2013 gewonnen hatte. Behdad Salimikordasiabi konnte in Almaty seine Leistungen von den Asienspielen in Incheon nicht ganz wiederholen. Er erreichte im Reißen 206 kg und im Stoßen 251 kg, im Zweikampf also insgesamt 457 kg. Ruslan Albegow erzielte im Zweikampf 462 kg (210–252) und gewann damit vor Behdad Salimikordasiabi.
Bei der Weltmeisterschaft 2015 war Behdad Salimikordasiabi nicht am Start. Er nahm aber an den Olympischen Spielen 2016 in Rio de Janeiro teil. Im Reißen war er in guter Form und erzielte 216 kg, womit er ein Kilo vor dem neuen Starheber Lascha Talachadse aus Georgien lag. Im Stoßen scheiterte er im ersten Versuch seiner Anfangslast von 245 kg mit 1 zu 2 Kampfrichterstimmen. Der zweite Versuch wurde zunächst durch die Kampfrichter einstimmig gültig gegeben und erst unmittelbar durch Beschluss der Jury aufgrund des nicht durchgestreckten Armes ungültig gegeben. Beim dritten Versuch brachte er das Gewicht nicht in die Höhe und somit erbrachte er keine Zweikampfleistung.
Bei der Weltmeisterschaft 2017 in Anaheim traf er wieder auf Lascha Talachadse und hatte gegen diesen, der im Zweikampf die neue Weltrekordleistung von 477 kg (220–257) erzielte, mit 453 kg (211–242) ohne Chance. Im Zweikampf musste er sogar noch seinen Landsmann Saeid Alihosseini, der auf 454 kg (203–251) kam, an sich vorbeiziehen lassen.

## Persönliche Bestleistungen
- Reißen: 216,0 kg in der Klasse über 105 kg bei den Olympischen Sommerspielen 2016 in Rio de Janeiro (Goldmedaille)
- Stoßen: 255,0 kg in der Klasse über 105 kg bei den Asienspielen 2014 in Incheon
- Zweikampf: 465,0 kg (210,0/255,0 kg) in der Klasse über 105 kg bei den Asienspielen 2014 in Incheon

## Internationale Erfolge
| Jahr | Platz | Wettbewerb                        | Gewichtsklasse | Ergebnisse |
| 2008 | 3.    | Junioren-WM in Cali               | Superschwer    | mit 406 kg (186–220), hinter Ewgeni Pisarew, Russland, 426 kg (196–230) und Ruben Aleksanjan, Armenien, 412 kg (185–227)               |
| 2009 | 1.    | Asienmeisterschaft in Taldykorgan | Superschwer    | mit 421 kg (190–231), vor Yakov Berkh, Kasachstan, 386 kg (175–211) und Kazuomi Ota, Japan, 381 kg (170–211)                           |
| 2009 | 1.    | Junioren-WM in Bukarest           | Superschwer    | mit 423 kg (195–228), vor Sun Longfei, China, 400 kg (180–220) und Mohamed Abdel Rahman, Ägypten, 399 kg                               |
| 2010 | 1.    | WM in Antalya                     | Superschwer    | mit 453 kg (208–245), vor Matthias Steiner, Deutschland, 440 kg (194–246) und Artem Udachin, Ukraine, 440 kg (205–235)                 |
| 2010 | 1.    | Asienspiele in Guangzhou          | Superschwer    | mit 440 kg (205–235), vor Jeon Sang-guen, Südkorea, 428 kg (190–238) und Sajjad Anoushiravani Hamlabad, Iran, 427 kg (195–232)         |
| 2011 | 1.    | Asienmeisterschaft in Tongling    | Superschwer    | mit 458 kg (208–250), vor Bahador Moulaei, Iran, 398 kg (176–222) und Ali Mhd, Syrien, 393 kg (171–222)                                |
| 2011 | 1.    | WM in Paris                       | Superschwer    | mit 464 kg (214–250), vor Sajjad Anoushiravani Hamlabad, 439 kg (198–241) und Jeon Sang-Geun, 433 kg (192–241)                         |
| 2012 | 1.    | Asienmeisterschaft in Pyeongtaek  | Superschwer    | mit 451 kg (206–245), vor Jeon Sang-guen, 437 kg (200–237) und Sajjad Anoushiravani Hamlabad, 431 kg (193–238)                         |
| 2012 | Gold  | OS in Rio de Janeiro              | Superschwer    | mit 455 kg (208–247), vor Sajjad Anoushiravani Hamlabad, 449 kg (204–245) und Ruslan Albegow, Russland, 448 kg (208–240)               |
| 2014 | 1.    | Asienspiele in Incheon            | Superschwer    | mit 465 kg (210–255), vor Ai Yunan, China, 425 kg (190–235) und Chen Shih-Chieh, Taiwan, 424 kg (191–233)                              |
| 2014 | 2.    | WM in Almaty                      | Superschwer    | mit 457 kg (206–251), hinter Ruslan Albegow, Russland, 462 kg (210–252) und vor Moussad Mohamed Ehsan Attia, Ägypten, 436 kg (193–243) |
| 2016 | 1.    | Intern. Fajr-Cup in Teheran       | Superschwer    | mit 430 kg (205–225), vor Bahador Moulaei, 411 kg (181–230) und Daniel Dolega, Polen, 402 kg (180–222)                                 |
| 2016 | 20.   | OS in Rio de Janeiro              | Superschwer    | mit 216 kg (216-0); Sieger: Lascha Talachadse, Georgien, 473 kg (215–258) vor Gor Minasjan, Armenien, 451 kg (210–241)                 |
| 2017 | 3.    | WM in Anaheim                     | Superschwer    | mit 453 kg (211–242), hinter Lascha Talachadse, 477 kg (220–257) und Saeid Alihosseini, Iran, 454 kg (203–251)                         |